# HD 17156 b
HD 17156 b（固有名:Mulchtna）は、カシオペヤ座の方角に約255光年の位置にある黄色巨星HD 17156の周囲を公転する太陽系外惑星である。2007年4月に発見された。比較的温度の低いホットジュピターに分類される。3週間で公転する軌道は非常に離心率が大きく、近点は約0.0523天文単位、遠点は約0.2665天文単位である。離心率ははくちょう座16番星Bbとほぼ同じで、いわゆるエキセントリック・ジュピターと呼ばれる。発見当時、HD 17156 bはトランジットが見られる太陽系外惑星の中で最も長い軌道周期を持っていたが、2015年に発見されたケプラー421b(公転周期 704日)に大幅に記録を更新された。
この惑星は2007年4月にW・M・ケック天文台及び国立天文台ハワイ観測所すばる望遠鏡の観測によって視線速度法で発見された。
通過の可能性が議論されるようになってから、様々なグループが追試験を行った結果、2007年10月2日に3時間の通過が確認され、2日後に論文が発表された。
視線速度の慎重な測定によって、ロシター効果の検出が可能となった。この効果によって惑星の公転面と恒星の赤道面の間の角度が計算できるようになる。惑星の自転-公転角は2007年にNaritaにより初めて+62 ± 25と計算されたが、その後Cochranによって+9.4 ± 9.3と再計算された。HD 149026 bとの対比により、角度の小ささは惑星の形成が平和に進行したことを示唆している。この角度が大きいと他の原惑星と激しく相互作用してきたことを示唆する。
恒星からかなり離れており軌道離心率も大きいので、地球に対してSecondary eclipse（主星の裏側を惑星が横切ることによる赤外線の減光）は観測されていない。恒星の真の温度、惑星の表面温度は正確には求められない。
2019年、世界中の全ての国または地域に1つの系外惑星系を命名する機会を提供する「IAU100 Name ExoWorldsプロジェクト」において、HD 17156星系はアメリカ合衆国に割り当てられる系外惑星系とされ、2019年12月17日、HD 17156 bはアラスカ州を流れる河川にちなんでMulchatnaと命名された。